# Жидків
Жидків — струмок (річка) в Україні у Чортківському районі Тернопільської області. Ліва притока річки Серету (басейн Дністра).

## Опис
Довжина струмка приблизно 4,92 км, найкоротша відстань між витоком і гирлом — 4,15  км, коефіцієнт звивистості річки — 1,19 . Формується декількома струмками.

## Розташування
Бере початок на південно-західній околиці міста Чортків. Тече переважно на південний схід і на північно-західній околиці села Росохач впадає у річку Серет, ліву притоку Дністра.

## Цікаві факти
- У верхів'ї струмка існує декілька природних джерел[1].
- На лівому березі струмка пролягає автошлях М19[2] (автомобільний шлях міжнародного значення на території України, довжиною 512 км, пролягає від переходу Доманове (Волинська область) до автомобільного прикордонного переходу Порубне (Чернівецька область). На території України є частиною Європейського автомобільного маршруту E85.).